# Iniziamo dalla fine
Iniziamo dalla fine è un singolo della cantautrice italiana Emma, pubblicato il 1º settembre 2023 come terzo estratto dal settimo album in studio Souvenir.

## Descrizione
Il brano è stato scritto dalla stessa cantante con Davide Simonetta e Paolo Antonacci. La cantante ha dichiarato che il brano è stato l'ultimo scritto per l'album, descrivendone il significato e la composizione:
Mi piace passare dalle strofe quasi parlate all’apertura del ritornello, dritto e pulito. La top line non lascia spazio a sbavature. Va dritta al punto, come il testo del resto. Onesto, chiaro, sentito. Iniziamo dalla fine, toglimi le spine.»

## Accoglienza
Alessandro Alicandri di TV Sorrisi e Canzoni descrive il brano come una «power ballad» che racconta di una storia d'amore finita in cui però «chi canta non è la vittima di un amore non ricambiato, ma l'esatto opposto: è la persona che ha ben chiaro quanto la storia non abbia futuro». Alicandri scrive che col il brano la cantante ritrova «la tempesta emotiva» dei suoi successi passati, che tuttavia «non imita il suo passato, ma è sempre nel quadro di una Emma più matura», trovandola in definitiva «a fuoco con un brano potente e sincero». Fabio Fiume di All Music Italia ha assegnato al brano un punteggio di 7 su 10, scrivendo che la cantante appare in una nuova fase «piena di respiro», grazie a cui è in grado di  «proporsi con vigore e forza rinnovata» attraverso un brano che parla di un amore «sbando, analizzato, ricordato» ma che alla fine «non merita nemmeno le lacrime».

## Video musicale
Il video musicale del brano, diretto da Pierfrancesco Carta, è stato pubblicato il 1º settembre 2023 attraverso il canale YouTube della cantante.

## Traccia
Testi e musiche di Emma, Davide Simonetta e Paolo Antonacci.
1. Iniziamo dalla fine – 3:13

## Classifiche
| Classifica (2023) | Posizione massima |
| ----------------- | ----------------- |
| Italia            | 42                |